# Mercedes-Benz 1017A
Mercedes-Benz 1017A – niemiecki, terenowy samochód ciężarowy o napędzie 4x4. Uterenowiona wersja Mercedes-Benz 1017 z przełomu lat 70. i 80. Odpowiednik polskiego samochodu Star 266.
Mercedes-Benz 1017A wyposażony był w skrzynię biegów o pięciu przełożeniach w przód i jednym w tył. Prowadzenie ułatwia układ wspomagania kierownicy. Samochód zdolny jest do pokonywania wzniesień: kąt wejścia 25°, kąt zejścia 23°. Prześwit bez ładunku wynosi 288 mm. Przy dopuszczalnej masie całkowitej 12 200 kg, ciężarówka zdolna jest do ciągnięcia przyczep o masie 12 000 – 12 300 kg. 